# زیردریایی کلاس دلفین (آلمان)
زیردریایی کلاس دلفین (به انگلیسی: Dolphin-class submarine) یک کلاس از زیردریایی دیزل-الکتریک است که طول آن ۵۷ متر (۱۸۷ فوت) می‌باشد.